# Kalynivský rajón
Kalynivský rajón (ukrajinsky Калинівський район) byl rajón (okres) Vinnycké oblasti na Ukrajině, který vznikl v roce 1923. Měl rozlohu 1090 km² a žilo zde přibližně 57 tisíc obyvatel. Administrativním centrem bylo město Kalynivka.

## Města a obce Kalynivského rajónu
Města: Kalynivka.
Vesnice: Adamivka, Antonopil, Bajkivka, Chomutynci, Čerepašynci, Čerňatyn, Červona Trybunivka, Červonyj Step, Druželubivka, Družne, Harasymivka, Hlynsk, Holubivka, Huščynci, Ivaniv, Kamjanogirka, Kirovka, Komunarivka, Kordelivka, Kotűžynci, Lemešivka, Lisova Lysijivka, Ljulynci, Mali Kutyšča, Mizäkiv, Mizäkivska Slobidka, Mončynci, Napadivka, Nova Hrebla, Panasivka, Pavlenky, Pavlivka, Polova Lysijivka, Prylucke, Pykiv, Pysarivka, Radivka, Rajky, Salnyk, Slobidka, Sofijivka, Šepijivka, Tarasivka, Uladivske, Velyki Kutyšča, Vesela, Zahrebelňa, Zalyvanščyna, Žovtneve, Žyhalivka.
Osady: Holendry, Hulivci, Jabluneve, Kalynivka Druha, Pervomajske, Rivnynne.